# Xylulose
Le xylulose est un cétopentose (un pentose du type cétose), c'est un ose constitué d’une chaîne de 5 éléments carbone ainsi que d’une fonction cétone.
Sa formule chimique est C5H10O5 comme tous les cétopentoses. Il existe 2 énantiomères possible, le D-xylulose (D-thréo-2-pentulose) et le L-xylulose (L-thréo-2-pentulose).
Dans l'eau le D-xylulose se trouve sous 3 formes isomères possible : une linéaire et 2 tautomères cyclique du type furanose.
| Conformére du D-Xylulose | Conformére du D-Xylulose | Conformére du D-Xylulose |
| Forme linéaire           | Projection de Haworth    | Projection de Haworth    |
| ------------------------ | ------------------------ | ------------------------ |
|                          | α-D-Xylulofuranose       | β-D-Xylulofuranose       |